# Skenderovci (miasto Lipik)
Skenderovci – wieś w Chorwacji, w żupanii pożedzko-slawońskiej, w mieście Lipik. W 2011 roku liczyła 4 mieszkańców.